# バケダヌキ
バケダヌキ（10月30日 - ）は、日本の漫画家。女性。兵庫県宝塚市出身。血液型はB型。
サクラ大戦のファンである。

## 作品リスト
1. 『メイドinプリンセス』 1998年10月発売、久保書店〈ワールドコミックススペシャル〉、ISBN 4-7659-0845-3
収録作品：「マイ･ピュア･レディ」・「Raspberry Time」・「Is this love」・「CHANGE YOURSELF」・「ロマンス」・「ヒミツなスタディ」・「人生は上々だ」・「EMPTY GIRL」
2. 『メイドさんBeginner』 2000年11月28日発売[3]、双葉社 〈アクションコミックス〉、ISBN 4-575-82533-6
収録作品：「D-GIRL」・「不真面目な女神」・「S-O-S Wedding COSPRESSO」・「BODY-E」・「C2」・「メイドさんBeginner」vol.1 - vol.6
3. 『してみたい』 2001年8月11日発売[4]、双葉社 〈アクションコミックス〉、ISBN 4-575-82592-1
収録作品：「してみたい」・「Coffee or Tea」・「Half」・「Toyザマス」・「フリフリ」・「メロメロにしたいんだもん!」vol.1 - vol.6
4. 『Honey Pie』 2002年6月28日発売[5]、双葉社〈アクションコミックス〉、ISBN 4-575-82703-7
収録作品：「PAN2」・「ウォーターメロン」その1 - その2・「家庭訪問」・「君の目に」・「夏のかけら」・「ラブやねん」・「君のためにできること」・「BLACK DRESS」・「GIRL IN THE BOX」・「あたしはここよ」
5. 『ラブモニュ』 2002年9月10日発売[6]、コアマガジン〈ホットミルクコミックシリーズEX22〉、ISBN 4-87734-576-0
「カントリー･ラヴァーズ」・「公園の幽霊」・「SWEET」など収録[注 1]。